# Tuszynki
Tuszynki – (niem. Lichtenhain) wieś w Polsce położona w województwie kujawsko-pomorskim, w powiecie świeckim, w gminie Bukowiec.
W latach 1975–1998 miejscowość administracyjnie należała do województwa bydgoskiego. Według Narodowego Spisu Powszechnego (III 2011 r.) liczyła 179 mieszkańców. Jest dziesiątą co do wielkości miejscowością gminy Bukowiec.